# نو هونگ چول
نو هونگ چول (کره‌ای: 노홍철 盧弘喆; متولد ۳۱ مارس ۱۹۷۹) یک سرگرم‌کننده و کارآفرین اهل کره جنوبی است. او مجری برنامه واریته Talents for Sale است. او قبلاً در برنامه‌های تلویزیونی چالش بی‌نهایت و من تنها زندگی می‌کنم ظاهر شد. او در موزیک ویدیوی محبوب «گانگام استایل» حضور داشت.